# Schwarzweißer Teju
Der Schwarzweiße Teju (Salvator merianae, Syn.: Tupinambis merianae) ist eine Echse aus der Familie der Schienenechsen (Teiidae).

## Verbreitungsgebiet
Das natürliche Verbreitungsgebiet der Echsen erstreckt sich über weite Teile Südamerikas. Insbesondere in Argentinien, Paraguay, Uruguay (Lagarto) und Brasilien ist er sehr weit verbreitet und stellt im adulten Alter das dominante Faunaexemplar dar. Er ist meist in der Savanne und offenen Graslandschaften zu Hause und hält sich zum Schlafen überwiegend im Unterholz auf.
Als Neozoon haben die Echsen sich außerdem in einigen Bundesstaaten der USA, darunter Florida, als invasive Art angesiedelt und vermehrungsfähige Populationen hervorgebracht. Forscher konnten bestätigen, dass rund 75 Prozent dieser Tiere den Winter auch außerhalb ihrer tropischen und subtropischen Herkunftsgebiete überleben.

## Beschreibung
Der Schwarzweiße Teju erreicht eine Länge von bis zu 1,40 Meter sowie ein Gewicht von bis zu zehn Kilogramm. Gewöhnlich erreicht er jedoch 1,50 Meter und etwa sieben Kilogramm. Der wildlebende S. merianae hat einen größeren Schwarzanteil in der Färbung als die aus den Zuchtfarmen stammenden Tiere, mit im juvenilen Alter olivgrüner Oberseite des Kopfes. Diese Färbung dient der Tarnung, da sie als Jungtiere in das Beuteschema vieler Prädatoren passen.
Schwarzweiße Tejus graben sich Schlaf-/Wohnhöhlen, welche in der Winterzeit meist gemeinsam, in der übrigen Zeit meist getrennt behaust werden. Sie sind weniger territorial veranlagt, sondern legen Strecken bis zu 25 Kilometer pro Woche zurück, um nach Futter zu suchen. Durch dieses Nomadenverhalten haben die männlichen Exemplare auch selten Probleme mit anderen Männchen. Lediglich die Weibchen neigen zu äußerst aggressivem Verhalten gegenüber beiden Geschlechtern, wenn sie erfolgreich begattet wurden.
Im Muster auf dem Rücken ist am wahrscheinlichsten je eine hervorgehobene weißgepunktete Linie links und rechts vom Kopf bis zum Becken. Ansonsten wie bei den meisten Tejuarten gemischte Querbänder mit hellen und dunklen Flecken. Er hat einen kräftigen Schwanz, den er als Waffe gegenüber Feinden einsetzt. Die Zähne sind im Grunde ähnlich denen von Hunden, in der Proportion rund ein Drittel kleiner und fast komplett mit Zahnfleisch bedeckt. Bisse sind schmerzhaft durch die scharfen Zähne sowie den Druck der Kiefer, und sie hinterlassen unter Umständen klaffende Wunden. Von wildlebenden schwarzweißen Tejus können sie mit Blutvergiftungen enden, da die Tejus Aasfresser sind und die Keime noch lange Zeit im Speichel nachweisbar sind.
Einige Merkmale des Teju, wie zum Beispiel die lange Schnauze und die gespaltene Zunge, lassen an Warane denken; tatsächlich besteht jedoch keine nähere Verwandtschaft (konvergente Evolution).
Seine kräftigen Extremitäten enden in scharfen und kräftigen Krallen, die er zum Klettern und zum Graben seiner Wohnhöhlen einsetzt.

## Lebensweise

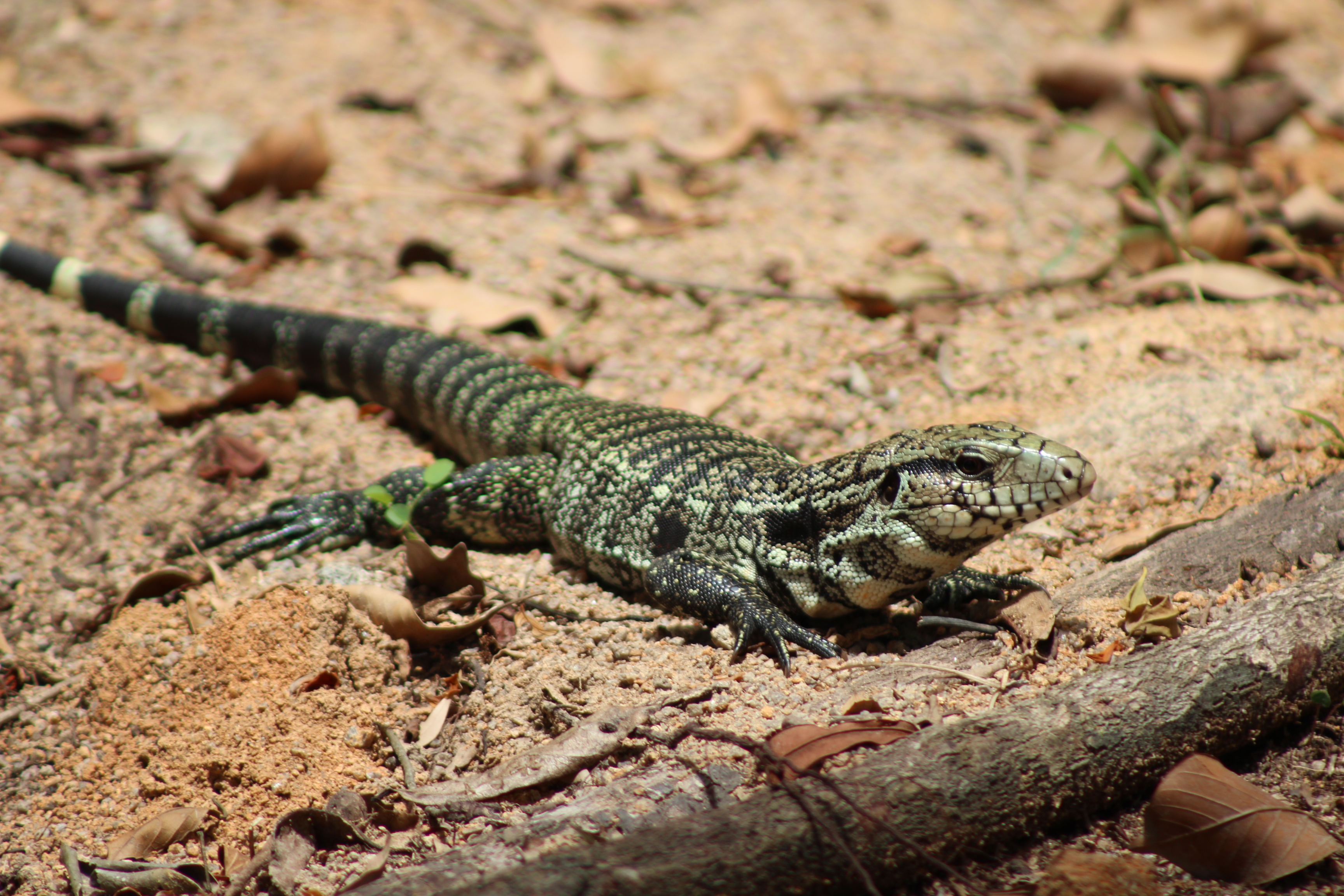
Schwarzweißer Teju in freier Wildbahn in Brasilien

### Nahrung
Der Schwarzweiße Teju hat ein breites Nahrungsspektrum. Neben Insekten, Amphibien und kleinen Echsen frisst er auch Früchte. Aber auch Eier, Geflügel und Aas werden gerne angenommen. Es wurde beobachtet, dass er hauptsächlich in den frühen Morgenstunden auf Nahrungssuche geht. Größere Beutetiere packt er mit einem kräftigen Biss, schüttelt sie, bis sie tot sind, und reißt sie in mundgerechte Stücke. Ist das Beutetier mundgerecht, so wird es im Ganzen verschlungen.

### Fortpflanzung
Der Schwarzweiße Teju legt seine Eier unter Laubhaufen ab. Das Gelege besteht aus bis zu 65 Eiern. Nach rund 130 Tagen schlüpfen die Jungtiere. Die Jungtiere sind vom ersten Lebenstag an auf sich selbst gestellt.

### Winterruhe
Die Art ist als eine der wenigen Echsen teilweise gleichwarm und hält, je nach Verbreitungsgebiet, eine Winterruhe von vier bis sechs Monaten.
Ihre Körpertemperatur kann während der Fortpflanzungssaison von September bis Dezember die der Umgebung um bis zu 10 °C übersteigen.

## Nutzung durch den Menschen

### Als Rohstofflieferant
Der Teju wird auf Farmen und in Zuchtbetrieben gehalten und dient in Südamerika als wichtiger Rohstofflieferant für die Lederindustrie, wo aus seiner Haut Gürtel, Stiefel, Uhrenarmbänder u. ä. hergestellt werden und als exotisches Produkt hohe Preise erzielen. Ferner ist sein Fleisch auf dem landesüblichen Speiseplan zu finden.

### Als Heimtier

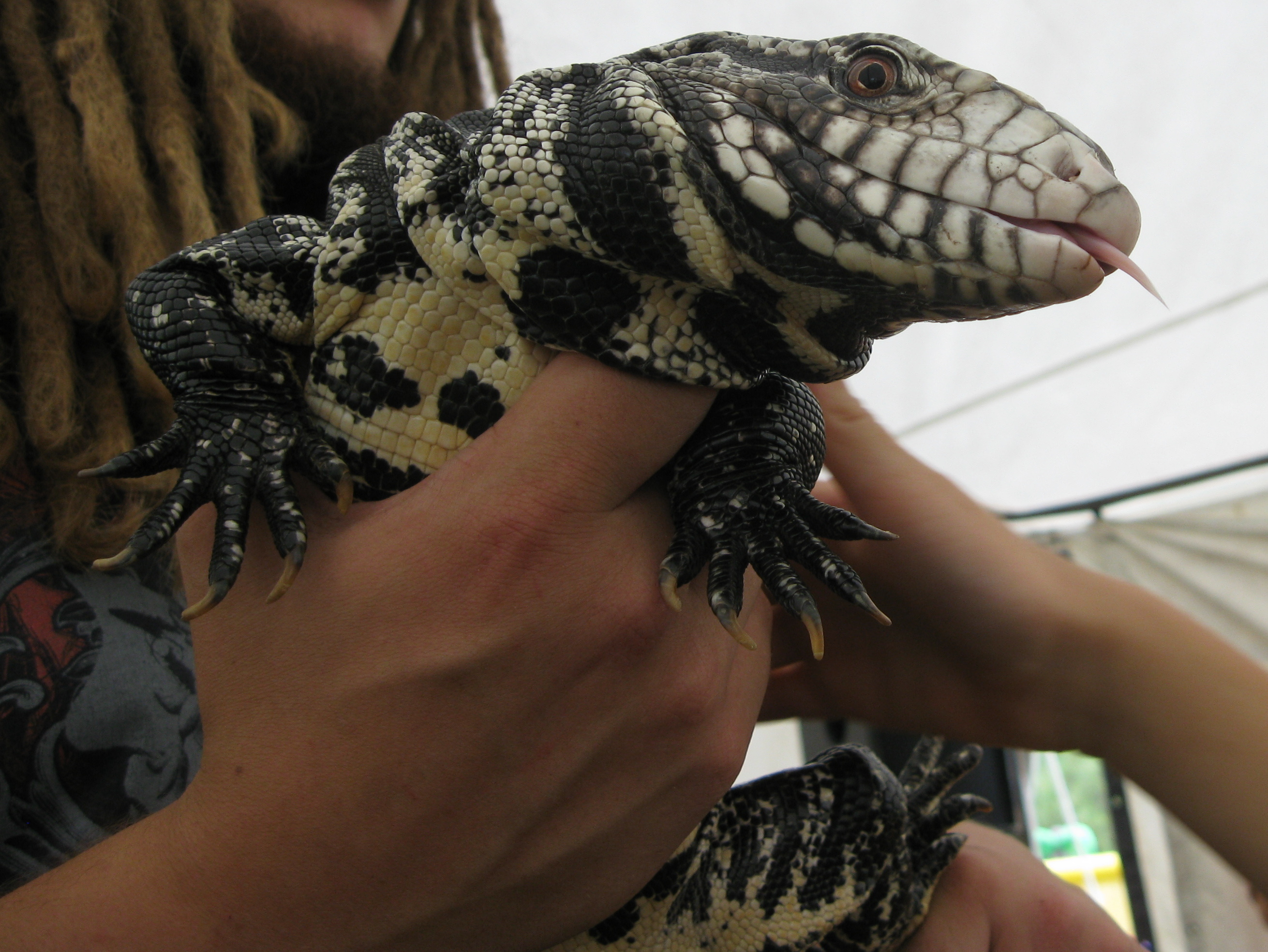
Teju als Heimtier

Im Terrarium wird eine paarweise Haltung der Echsen empfohlen. Die Reptilien gelten als neugierig, stellen ihre innere Uhr nach den Mahlzeiten und werden zahm, wenn sie regelmäßigen Körperkontakt (Handling) zu ihrer Bezugsperson haben. Versuche legen nahe, dass sie Menschen beobachten und ihnen auch folgen. Ein Experiment mit Hundetrainern (Clickern), welche zur Erlangung der Aufmerksamkeit eingesetzt werden und durch die die Tiere erkennen, dass sich der Pfleger fortbewegt. In den Versuchen folgen sie ihm dann häufig (Sisco & Varnyard).